# Lucio Aurelio Cota
Lucio Aurelio Cotta  fue un cónsul romano, tío materno de Julio César, perteneciente a la familia de los Aurelios Cotta y hermano de los cónsules Cayo Aurelio Cota y Marco Aurelio Cota.

## Biografía
Como pretor electo en el año 70 a. C., Cotta impulsó una ley (lex Aurelia judiciaria) que reformaba las listas de jurados. A través de esta ley, estos no se formarían exclusivamente por senadores como había estipulado Lucio Cornelio Sila, sino que estarían formados por senadores, équites y tribuni aerarii.
Un tercio de los jurados serían senadores y dos tercios hombres procedentes del ordo equester, la mitad de los cuales tenían que ser tribuni aerarii. En el año 66 a. C. Cotta y Lucio Manlio Torquato acusaron de soborno electoral a los cónsules electos para el año siguiente: (Publio Cornelio Sila y Publio Autronio Peto). Sila y Peto fueron condenados y Cotta y Torquato ocuparon sus puestos. Apenas habían entrado en su consulado, Peto participó en la primera conjuración de Catilina para matar a los cónsules y a la mayoría de los senadores, conspiración que fue descubierta y frustrada.
El año después de su consulado, 64 a. C., fue elegido censor, pero junto a su colega abdicó del cargo por culpa de la manipulación de los tribunos de la plebe.
En el año 63 a. C., tras la represión de la conspiración de Catilina, Cotta propuso ante la plebe que se legislara un día de acción de gracias (supplicatio) para Cicerón por los servicios prestados, y cuando el orador partió hacia el exilio, apoyó en el Senado la moción por el regreso del orador, dejando la ley de Clodio sin validez.
Posteriormente Lucio se unió a Julio César, cuya madre Aurelia era su pariente y, esperando que este recibiera el título de rey de Roma, escribió en sus libros que el Imperio parto solo podría ser derrotado por un rey, pues en ese entonces era quindecemviro. Las intenciones de Cotta no se pudieron realizar debido al asesinato de César y, a su muerte, se retiró de la vida pública.